# Liste der Monuments historiques in Marcé
Die Liste der Monuments historiques in Marcé führt die Monuments historiques in der französischen Gemeinde Marcé auf.

## Liste der Bauwerke
| Bezeichnung                | Beschreibung                              | Standort | Kennzeichnung | Schutzstatus | Datum | Bild           |
| -------------------------- | ----------------------------------------- | -------- | ------------- | ------------ | ----- | -------------- |
| Kirche St-Martin           | Erbaut im 12. Jahrhundert                 | (Lage)   | PA00109166    | Inscrit      | 1972  | weitere Bilder |
| Manoir du Bois-de-l’Humeau | Herrenhaus, erbaut im 17./18. Jahrhundert | (Lage)   | PA00109168    | Inscrit      | 1979  | weitere Bilder |
| Manoir de la Brideraie     | Herrenhaus, erbaut im 16./17. Jahrhundert | (Lage)   | PA00109167    | Inscrit      | 1972  | weitere Bilder |
| Fossés des Romains         | Erdwerk                                   | (Lage)   | PA00109169    | Inscrit      | 1987  |                |